# Велика Вас-при-Кршкем
Велика Вас-при-Кршкем (словен. Velika vas pri Krškem) — поселення в общині Кршко, Споднєпосавський регіон, Словенія. Висота над рівнем моря: 159,3 м.